# Vilne, Novomoskovsk
Vilne (în ucraineană Вільне) este localitatea de reședință a comunei Vilne din raionul Novomoskovsk, regiunea Dnipropetrovsk, Ucraina.

## Demografie
Componența lingvistică a localității Vilne
     Ucraineană (84,45%)
     Rusă (14,64%)
     Alte limbi (0,05%)
Conform recensământului din 2001, majoritatea populației localității Vilne era vorbitoare de ucraineană (84,45%), existând în minoritate și vorbitori de rusă (14,64%).